# 让·斯特恩
让·斯特恩（法語：Jean Stern，1875年2月19日—1962年12月15日），法国男子击剑运动员。他曾获得1908年夏季奥运会击剑比赛男子重剑团体金牌，他也参加了重剑个人小项，结果获得第12名。